# Namps-Maisnil
Namps-Maisnil – miejscowość i gmina we Francji, w regionie Hauts-de-France, w departamencie Somma.
Według danych na rok 1990 gminę zamieszkiwało 970 osób, a gęstość zaludnienia wynosiła 44 osoby/km² (wśród 2293 gmin Pikardii Namps-Maisnil plasuje się na 301. miejscu pod względem liczby ludności, natomiast pod względem powierzchni na miejscu 63.).